# Blepharoplastik
Die Blepharoplastik bezeichnet die chirurgische Reduktion oder Umformung von Gewebe (Haut, Muskeln, Fett) der Augenlider. Dazu gehören Korrekturen am Oberlid (Oberlidplastik, Oberlidstraffung) bei Schlupflidern (Dermatochalasis) und Eingriffe am Unterlid (Unterlidplastik, Unterlidstraffung) zur Korrektur umgangssprachlich bezeichneter „Tränensäcke“. Es handelt sich meist um ästhetische Operationen, wenn es um die Verjüngung des Erscheinungsbildes geht. Es gibt jedoch auch medizinische Indikationen. Dazu zählen bspw. eine fortgeschrittene Gesichtsfeldeinschränkung, wiederkehrende Entzündungen im Bereich der Hautfalten, Einwärtswendung der Oberlidkante (Entropium), sodass die Wimpern auf der Hornhautoberfläche reiben (Trichiasis), und andere Befindlichkeitsstörungen.

## Oberlidplastik

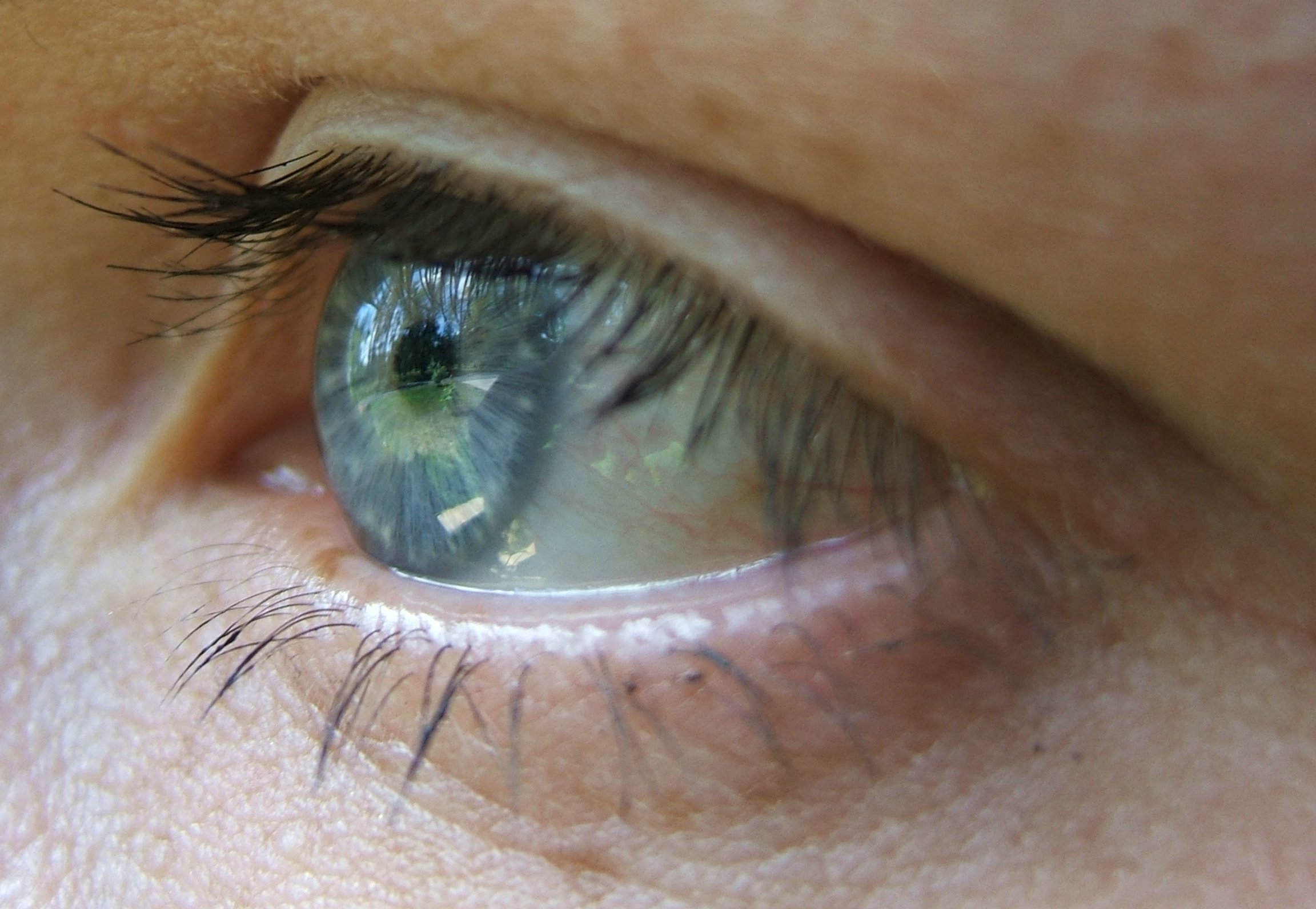
Ein Auge mit einer regelrechten Oberlidfurche.

Bei der Oberlidplastik wird überschüssiges Weichteilgewebe wie Lidhaut, Fettgewebe oder auch Muskelgewebe operativ entfernt, damit das Oberlidgewebe nicht mehr die Lidkante überlappt und eine eventuell bestehende Einschränkung des Gesichtsfeldes behoben werden kann. Häufig liegt zusätzlich ein Tiefstand der Braue vor (Brauenptosis), der zusätzlich zu einer relativen Gewebevermehrung am Oberlid beiträgt. Auch ein Hängelid (Lidptosis, Tiefstand der Lidkante) kann gleichzeitig auftreten. In der Regel werden dann Brauenptosis und Lidptosis im gleichen Eingriff korrigiert. Ein primär ästhetischer Eingriff hat das Ziel, dass der Blick offener und strahlender wirkt.

### OP-Technik
Bei der Operation wird bei örtlicher Betäubung mit einem Laser, elektrochirurgischem Hochfrequenz-Messer oder Skalpell ein Schnitt entlang der Lidfalte gemacht. Über diesen Zugang wird überschüssiges Gewebe, Haut und Fett entfernt. Die Operation dauert ca. 1–2 Stunden und wird ambulant durchgeführt. Liegt nur ein leichter Hautüberschuss vor, kann die Lidstraffung mittels der Fraktionierten CO2-Laserbehandlung erfolgen.
Die Operation sollte von einem ausgebildeten Facharzt durchgeführt werden (Facharzt für Augenheilkunde, Facharzt für Dermatologie, Facharzt für Hals-Nasen-Ohrenheilkunde, Facharzt für Plastische Chirurgie oder Facharzt für Mund-Kiefer-Gesichtschirurgie).
Nach der Operation sollte gekühlt werden. Außerdem steht eine körperliche Schonung für 10–14 Tage an.

### Begleiterscheinungen
Mögliche Begleiterscheinungen sind vorübergehende Blutergüsse, Schwellungen und leichte Schmerzen. Nach der Operation ist eine leichte Trockenheit der Augen normal.

### Komplikationen
Komplikationen, die auftreten können, sind Blutungen und Nachblutungen, Infektionen, Wundheilungsstörungen, überschießende Narbenbildung, Nervenschädigungen und Taubheitsgefühl, unvollständiger Lidschluss, hängendes Lid, Asymmetrie, tränendes Auge oder allergische Reaktionen. Sehr selten kann es auch zu Verletzungen des Auges und zur Erblindung kommen.

## Unterlidplastik
Bei der Unterlidplastik wird überflüssige Lidhaut oder überflüssiges Fettgewebe operativ entfernt oder umverteilt. Dadurch sollen Tränensäcke korrigiert werden, sodass der Blick offener und strahlender wirkt.

### OP-Technik
Bei der Operation wird bei örtlicher Betäubung oder in Dämmerschlaf ein Schnitt unterhalb der Wimpern des Unterlids gemacht (transkutane Technik). Werden Tränensäcke ohne Hautüberschuss entfernt, ist auch ein Zugang von der Unterlidinnenseite möglich (transkonjunktivale Technik). Bei starken Lachfalten kann auch ein Teil vom Muskel entfernt werden. Häufig wird eine Unterlidplastik mit einer Kanthopexie (Lidwinkelstraffung) oder einer Kanthoplastik (Lidwinkelformung) kombiniert, um einem Auswärtsdrehen des Unterlids (Ektropium) vorzubeugen. Die Operation dauert ca. 1–2 Stunden und wird ambulant durchgeführt. Liegt nur ein leichter Hautüberschuss vor, kann die Lidstraffung mittels der Fraktionierten CO2-Laserbehandlung erfolgen.
Die Operation sollte ebenfalls von einem entsprechenden Facharzt durchgeführt werden.
Nach der Operation sollte gekühlt werden, außerdem steht eine körperliche Schonung von 10–14 Tagen an.

### Begleiterscheinungen
Mögliche Begleiterscheinungen sind vorübergehende Blutergüsse, Schwellungen, Reizungen der Binde- und Hornhaut und leichte Schmerzen. Nach der Operation ist eine leichte Trockenheit der Augen normal.

### Komplikationen
Komplikationen, die auftreten können, sind Blutungen, Infektionen, Entzündungen, Wundheilungsstörungen, überschießende Narbenbildung, allergische Reaktionen, ungenügender Lidschluss, Asymmetrie oder tränendes Auge. Nervenschädigungen und Taubheitsgefühl, unvollständiger Lidschluss, hängendes Lid, Asymmetrie, tränendes Auge, Erblindung oder allergische Reaktionen.